# 三重テレビ ワイドニュース
三重テレビ ワイドニュース（みえテレビ ワイドニュース）は、1992年4月1日から2015年3月31日まで放送された三重テレビのニュース番組。元々あった夕方の「三重テレビニュース」と、東京新聞（中日新聞東京本社）が制作（フジテレビスタジオで収録）した「中日新聞全国ニュース」を統合して開始した。この項ではそれらについても述べる。

## 番組の歴史

### 三重テレビニュース
- 前身となる「三重テレビニュース」（三重県農業協同組合連合会（クレジット上は「農協・農業協同組合」。現・JAグループ三重）単独提供）は三重テレビ放送の開局当初から放送されていた。開局当初、三重テレビは予算の関係で自社制作番組を本来は制作しない予定にしていたが、ニュース番組に関してはやはり自前で制作する必要があるという理由から、三重テレビの会議室をスタジオに改装してそこから県内のニュースを放送していた。
- 当初は18:00～18:10の10分番組で、月・水・木・土曜は中日新聞本社、火・金曜は三重県の県域紙・伊勢新聞から記者・論説員を派遣していたが、1976年4月に伊勢新聞が退き中日一本に絞るようになる。始めは新聞記事の写真（モノクロ）とテロップのみを使用していたが、1971年ごろから現在のビデオ使用によるニュースを提供するようになった。その後は三重テレビのアナウンサーが担当するようになる。
- 1991年4月からは月曜に限って18:25まで拡大し、後半に「ウォッチング三重」と題した特集コーナーが設けられた。

### 中日新聞全国ニュース
- 三重テレビのニュースは中日新聞社からの配給を受けており、三重テレビニュースとは別に「中日ニュース」と題したニュース枠も用意されていた。

（17:20からと21:55から。前者は全国ニュースの原稿をアナウンサーが読むだけ、後者はローカルニュースで、「中日スポーツニュース」も放送されていた。現在三重県内ニュースとしての「中日ニュース」としては23時台に放送されている）
- その後17:20の枠を廃し、1987年4月から東京新聞（中日新聞東京本社）が制作し、関東のテレビ埼玉・千葉テレビ放送・テレビ神奈川に向けて「5社ニュース」用に放送されていた「東京新聞ニュース」を、「中日ニュース」のクレジットを使って全国ニュースとして放送を開始するようになった。先述したとおりフジテレビの「タイム3」のスタジオを使って収録し、映像の素材もFNN制作のものを利用して放送していた。

### 三重テレビ ワイドニュース
- 1992年4月、前述の「三重テレビニュース」と「中日新聞全国ニュース」、更に18:10からの天気予報（中部電力1社提供）を統合、「三重テレビ ワイドニュース」の放送を開始。番組開始当初はいろいろ準備作業が手間取り、オープニングタイトルの新調が間に合わず、「三重テレビニュース」のCGタイトルを間に合わせで使用し、提供部分は画用紙に手書きでスポンサーロゴを入れて急場をしのいだという。

その後提供クレジットを全て放送できるよう、タイトルも改善された。
- 放送開始当初は夕方のみ、17:45 - 18:10の25分枠で、前半は先述の「中日新聞全国ニュース」をそのまま中継し[1]、後半は三重テレビのスタジオからの県内のニュースと天気概況という体裁で放送されるようになった。

1996年、前半の全国ニュースがなくなり、県内のニュースと天気だけになり、時間も20分枠に短縮された（17:40 - 18:00→2004年5月31日から原則18:00 - 18:20）。
その後、全国ニュース・中日スポーツニュースも放送する21時台のパートがスタートした（21:55 - 22:10。一時期月曜と金曜が21:55 - 22:10、火曜から木曜が21:25 -  21:45になった）。
- なお土日の放送は、18:00 - 18:10の「三重テレビニュース」として放送された。
- いわゆる「会議室スタジオ」といわれた旧第2スタジオは、デジタル対応のため改修となり2004年5月で閉鎖された。また「ワイドニュース」となってからは、1992年3月まで放送されていた深夜番組「スタジオAmie」（司会:矢野きよ実）のセットをそのまま利用して放送されたという。
- 毎週木曜日（22時のみ）には「防災ミニ講座」（このコーナーは「おはよう!三重」でも放送されていた）、毎週金曜日には1週間のニュース・話題を振り返る「WeeklyNews」を放送している（一時期「週末情報」を放送していた）。それ以外の曜日では、不定期でニュース・話題に関した特集を放送する[4]。
- 2015年4月1日から夕刊（毎日）と22時台（平日）のニュースを『三重テレビニュースウィズ』として再スタートし、「ワイドニュース」は終了した。

## 番組終了時の2015年3月の時点での三重テレビで放送されていたニュースタイトル名・放送時間
- 三重テレビ ワイドニュース…月曜～金曜 17:40～18:00
- 三重テレビニュース…土曜・日曜 18:00～18:10
- 中日ニュース…月曜～金曜 23:15～23:20、土曜 21:55～22:00、日曜 21:50～21:55（この番組のみ、東海テレビの「中日新聞テレビ日曜夕刊」の様に、放送が継続中である。）